# Francisco Javier Cedena
Cedena  Martínez est un nom espagnol. Le premier nom de famille, en général paternel, est Cedena ; le second, en général maternel, souvent omis, est Martínez.
Francisco Javier Cedena Martínez, né le 13 mars 1954 à Madrid (Espagne) est un coureur cycliste espagnol. Son plus grand fait d'armes est d'avoir gagné le classement par points du Tour d'Espagne en 1981. 

## Palmarès

### Palmarès amateur
- 1972
  -  Champion d'Espagne sur route juniors
- 1974
  - 3e de la Cinturón a Mallorca
- 1975
  - 2e et 5eb étapes de la Cinturón a Mallorca
- 1976
  - 4e étape de la Cinturón a Mallorca
  - 4e étape du Tour d'Irlande
- 1977
  - 8e étape de la Carrera Transpeninsular

### Palmarès professionnel
- 1979
  - 3e étape du Tour d'Aragon
  - Trofeo Elola
  - 3e du Tour d'Aragon
- 1980
  - 2e étape du Tour de La Rioja
- 1981
  - 5e étape du Tour de Cantabrie
  - Tour d'Espagne :
    -  Classement par points
    - 19e étape
- 1982
  - 6eb étape du Tour des Asturies
- 1983
  - Tour de Murcie

### Résultats dans les grands tours

#### Tour d'Espagne
2 participations
- 1981 : 19e,  vainqueur du classement par points, vainqueur de la 19e étape
- 1982 : 53e

#### Tour d'Italie
1 participation 
- 1978 : abandon (18e étape)